# Kobber(I)sulfat
Kobbersulfat er et salt dannet af grundstofferne Cu (kobber), S (svovl) og O (ilt) med sumformlen Cu2SO4.
| Kemi | Spire Denne artikel om kemi er en spire som bør udbygges. Du er velkommen til at hjælpe Wikipedia ved at udvide den. |